# 韓國道路公社
韓國道路公社（韓語：한국도로공사）是一间管理大部分韩国高速公路的国有企业。

## 沿革
- 1969年1月17日：韓国道路公社法公布
- 1969年1月28日：韓国道路公社法施行令公布
- 1969年2月15日：韓国道路公社設立

## 業務
- 高速道路建设
  - 高速道路建設计划、路線設計
  - 取得用地
- 高速道路管理
  - 道路经营
  - 道路維修管理
- 附带施設管理
  - 服务区建設、維修管理、经营
- 高速道路管理的情報通信事業
  - 交通管制業務
- 物流施設開发
  - 物流施設開发
  - 综合服务区開发
- 道路建設技術開发
  - 道路維持修补技術研究

## 路線
本公司管有23路線、总長2,850km（2005年）。
- 每个方向的行车线数目
  - 4車線 338km
  - 3車線 320km
  - 2車線 2,009km
  - 1車線 183km